# Roberto Baggio
Roberto Baggio (Caldogno, Vicenza, 18 de febrero de 1967) es un exfutbolista italiano que jugaba como delantero, así como también de mediocampista ofensivo. Considerado uno de los más notables futbolistas italianos de la historia. Es el expresidente del sector técnico de la Federación Italiana de Fútbol. Con la selección Italiana llegó a ser subcampeón en el mundial de 1994.
Era un creador de juego técnicamente dotado y especialista en jugadas a balón parado, famoso por sus tiros libres curvos, regates, habilidades y goles.
En 1992 ganó el premio al mejor futbolista del año según la RSSSF, el Balón de Oro y el premio FIFA World Player. En 1999, ocupó el cuarto lugar en la encuesta de Internet del Jugador del Siglo de la FIFA, y fue elegido en el Dream Team de la Copa Mundial en 2002. 
A nivel de clubes ganó dos títulos de la Serie A, una Copa Italia y una Copa de la UEFA, en su carrera jugó para siete clubes italianos diferentes (Vicenza, Fiorentina, Juventus, AC Milan, Bolonia, Inter de Milán y Brescia). 
Baggio jugó para Italia en 56 partidos, anotando 27 goles, y es el cuarto máximo goleador conjunto de su selección nacional, junto con Alessandro Del Piero. Protagonizó la selección italiana que terminó tercera en la Copa Mundial de la FIFA 1990, anotando dos veces. En la Copa del Mundo de 1994, llevó a Italia a la final, anotando cinco goles, recibió el Balón de Plata de la Copa del Mundo y fue nombrado en el Equipo de Estrellas de la Copa del Mundo. En la Copa del Mundo de 1998, marcó dos goles. Baggio es el único italiano en anotar en tres Copas del Mundo, y con nueve goles tiene el récord de más goles marcados en torneos de la Copa del Mundo para Italia, junto con Paolo Rossi y Christian Vieri.
La revista especializada World Soccer Magazine lo incluyó en el número 16 de su lista de los mejores jugadores del siglo XX y Pelé hizo lo propio en 2004 en su lista FIFA 100 de los mejores futbolistas vivos. Es además uno de los 50 jugadores más votados como el mejor futbolista del siglo en todos los rankings históricos que se hicieron al finalizar el siglo XX.
En 2002, Baggio se convirtió en el primer jugador italiano en más de 50 años en marcar más de 300 goles en su carrera; es el quinto italiano con mayor puntuación en todas las competiciones con 318 goles[cita requerida]. En 2004, durante la última temporada de su carrera, Baggio se convirtió en el primer jugador en más de 30 años en marcar 200 goles en la Serie A
. Es el séptimo máximo goleador de todos los tiempos en la Serie A, con 205 goles.
En 2002, Baggio fue nombrado Embajador de Buena Voluntad de la Organización de las Naciones Unidas para la Agricultura y la Alimentación. En 2003, fue el ganador inaugural del premio Golden Foot. En reconocimiento a su activismo por los derechos humanos, recibió el premio Hombre de la Paz de los Premios Nobel de la Paz en 2010. En 2011, fue el primer futbolista en ser incluido en el Salón de la Fama del Fútbol Italiano, y en el Paseo de la Fama del Deporte Italiano en 2015.

## Biografía
Roberto Baggio nació el 18  de febrero de 1967 en la via Marconi de Caldogno, en la Provincia de Vicenza, Italia. Es el sexto de los hijos de 
Francesco Baggio y Matilde Rizzotto: Gianna, Walter, Carla, Giorgio, Anna Maria, Roberto, Nadia y Eddy. No tiene ningún parentesco con el también exfutbolista Dino Baggio.
Está casado con Andreína Fabbi, con quien tiene tres hijos: Valentina, Mattia y Leonardo.
El 16 de octubre de 2002, Roberto Baggio fue nombrado Embajador de Buena Voluntad de la Organización de las Naciones Unidas para la Agricultura y la Alimentación (FAO).
El 14 de febrero de 2013 participó de una de las galas del Festival de la Canción de San Remo. Allí fue entrevistado por el presentador de la televisión italiana Fabio Fazio y además leyó una carta dirigida especialmente a los jóvenes.

## Trayectoria

### Vicenza y Fiorentina
Baggio comenzó su carrera deportiva en el Vicenza en 1982. La Fiorentina lo fichó en el año 1985; en sus años en el club viola, Baggio fue considerado por sus fans como uno de los mejores jugadores que vistieron esa camiseta. Baggio debutó en la Serie A en el año 1986 contra la Sampdoria, marcando su primer gol en mayo de 1987 contra el Nápoles de Maradona, en el partido en el que precisamente los napolitanos ganaron su primer Scudetto.

### Juventus FC
En 1990, Baggio fue adquirido por la Juventus, para desgracia de los seguidores florentinos, por 10 millones de euros, todo un récord en traspasos. Tras el traspaso, hubo incluso disturbios en las calles de Florencia. Cuando disputó su primer partido como bianconero contra la Fiorentina, Baggio se negó a lanzar un penal, declarando: «Me he entrenado mucho con Mareggini y sabe muy bien como tiro los penales». En 1993, Baggio conquistó la Copa de la UEFA con la Juventus, y obtuvo también ese año el Balón de Oro y el FIFA World Player. En 1995 conquistó su primer y único Scudetto como juventino, además de la Copa de Italia.

### AC Milan, Bolonia e Inter
En 1995, tras ser muy presionado por el presidente del AC Milan, Silvio Berlusconi, Baggio fichó por el club rossonero, tras recibir ofertas también del Manchester United y del Blackburn Rovers. En sus dos años como milanista, Baggio conquistó un Scudetto. Allí coincidió con otros grandes futbolistas como George Weah o Dejan Savicevic.
En 1997, Baggio fue transferido al Bolonia; en dicho club permaneció una sola temporada, ya que tras el Mundial 1998 fichó por el Inter de Milán. Baggio siempre consideró esto como una mala decisión en su carrera, ya que fue apartado de la titularidad por el entrenador Marcello Lippi. Baggio dice que fue por hacer comentarios negativos sobre su persona, además señaló que Lippi le pidió que espiara a sus compañeros a lo cual él se negó. El Inter de las temporadas 1998-1999 y 1999-2000 era un equipo de estrellas como Ronaldo, Vieri, Zamorano, Zanetti, Peruzzi, sin embargo, en la cancha los resultados no fueron los esperados. Tras solo dos temporadas como nerazzurro y debido a las malas relaciones con Lippi, Baggio decidió abandonar el club lombardo.

### Brescia
En el año 2000 Baggio firmó con el Brescia. Al principio de la temporada 2001-02 consiguió 8 goles en 9 partidos, pero se lesionó del menisco y del ligamento cruzado de la pierna izquierda; debido a esta lesión, Baggio estuvo 76 días apartado de los terrenos de juego. Regresó en un partido contra uno de sus anteriores equipos: el Bologna Football Club.
Baggio mantuvo un nivel aceptable en todos sus años en el Brescia, hasta su retiro en el año 2004. Jugó su último partido en San Siro contra el AC Milan; en el minuto 88, el entrenador del Brescia decidió sustituirlo para recibir la ovación del público. Baggio se retiró habiendo marcado 205 goles en toda su carrera en la Serie A, el sexto mayor récord tras Silvio Piola, Gunnar Nordahl, Giuseppe Meazza, Francesco Totti y José Altafini. Su camiseta con el número 10 fue retirada del Brescia.

## Selección nacional
Baggio hizo 27 goles en 56 partidos con la selección de fútbol de Italia, la cuarta cifra más alta de la historia de la azzurra. Es además el único jugador italiano que ha jugado y anotado en tres mundiales, con un total de 9 goles, junto a Paolo Rossi. Pese a sus estadísticas, no pudo conquistar ningún trofeo oficial con el combinado nacional.
Baggio jugó con Italia en el Mundial 1990 con el rol de suplente marcando el "gol del Mundial" contra Checoslovaquia en la fase de grupo. Con el paso del campeonato, Baggio se ganó el puesto de titular y formó una muy buena pareja junto a Salvatore Schillaci. Anotó otro gol en el partido de consolación frente Inglaterra.

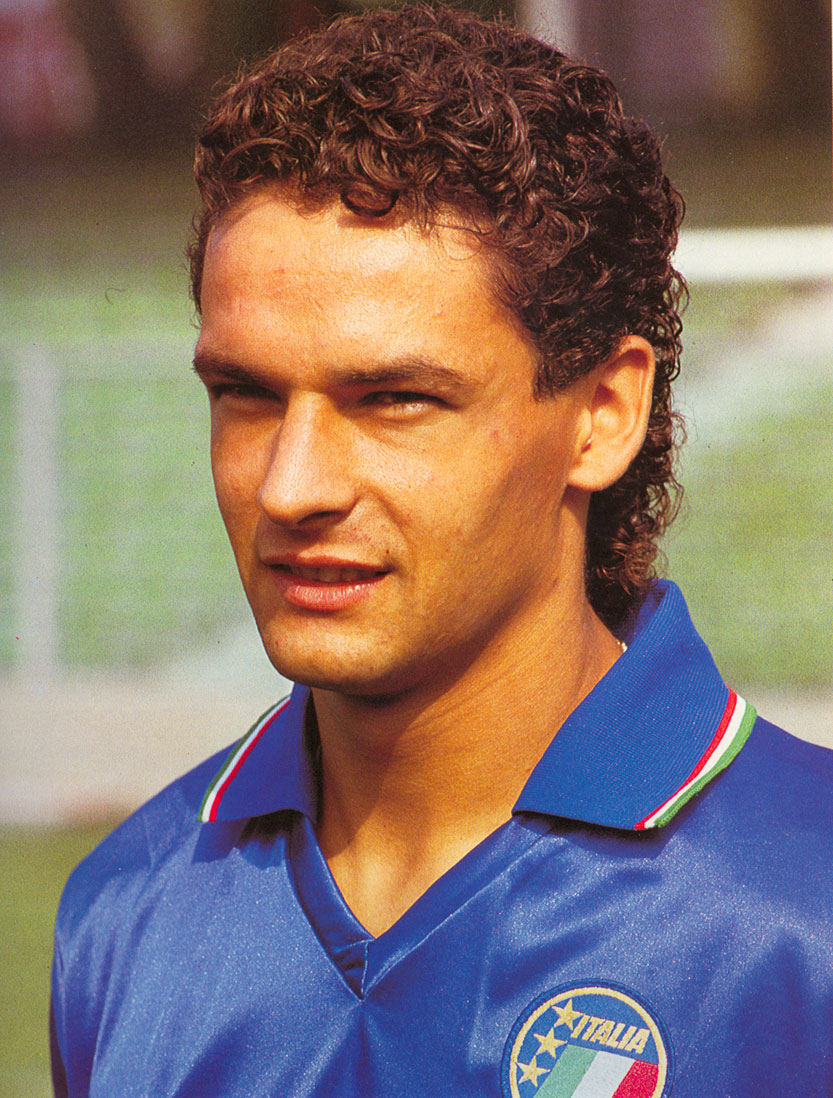
Baggio en 1990

Baggio llegó al Mundial 1994 como el líder de la selección azzurra, tras un decepcionante comienzo de campeonato, Baggio marcó los dos goles con los que Italia venció a Nigeria en octavos de final, después marcó uno de los goles con los que vencieron a España en cuartos (el otro gol lo anotó Dino Baggio) y también marcó los dos goles con los que los italianos vencieron a Bulgaria en semifinales. En la gran final contra Italia erró el lanzamiento del penal definitivo, con el que los brasileños ganaron el Mundial.
Después de eso, en Italia comenzó a popularizarse una frase que dice:
“Sócrates murió envenenado pero Baggio… Murió de pie”. Esto debido a que, tras fallar el penal decisivo, se quedó de pie mirando al infinito, como si hubiera muerto en ese momento.
En el primer partido de Italia en el Mundial 1998 contra Chile, Vieri transformó en gol un pase de Baggio y marcó de penal el 2-2 definitivo. También marcó un gol en el partido de clasificación contra Austria. Esta vez, Italia fue eliminada en cuartos de final por Francia desde los lanzamientos desde el punto penal, y esta vez Baggio transformó su penal, pero no alcanzó.
El seleccionador italiano Dino Zoff no convocó a Baggio, para la Eurocopa 2000, como tampoco lo convocó Giovanni Trapattoni para el Mundial 2002, esta decisión fue muy criticada desde Italia, demostrando que lamentablemente muy pocos futbolistas que debutaron en 1990, no lograron llegar al primer mundial del siglo XXI que fue el 2002, se quedan en 1998 como su tercer mundial después de 1994. Poco después, Baggio insinuaba su retirada definitiva de la selección al decir: «Tras dos años, he decidido quedarme en Italia, escogiendo Brescia y Mazzone que probar para intentar ganarme un puesto en el Mundial». 
Jugó con la Selección de Italia desde 1988 hasta 1999, siendo convocado una última vez en el año 2004 para disputar un partido amistoso contra la Selección de España, el 28 de abril, en el Estadio Luigi Ferraris de Génova.

### Participaciones en Copas del Mundo
| Mundial                        | Sede           | Resultado        | Partidos | Goles |
| ------------------------------ | -------------- | ---------------- | -------- | ----- |
| Copa Mundial de Fútbol de 1990 | Italia         | Tercer lugar     | 5        | 2     |
| Copa Mundial de Fútbol de 1994 | Estados Unidos | Subcampeón       | 7        | 5     |
| Copa Mundial de Fútbol de 1998 | Francia        | Cuartos de final | 4        | 2     |

## Estadísticas

### Clubes
| S. S. Lanerossi Vicenza · Italia | 1982-83       | 3.ª           | 1   | –   | –  | –  | –  | –  | 1   | 0   | 0    |
| S. S. Lanerossi Vicenza · Italia | 1983-84       | 3.ª           | 6   | 1   | 6  | 1  | –  | –  | 12  | 2   | 0.17 |
| S. S. Lanerossi Vicenza · Italia | 1984-85       | 3.ª           | 29  | 12  | 5  | 2  | –  | –  | 34  | 14  | 0.41 |
| S. S. Lanerossi Vicenza · Italia | Total         | Total         | 36  | 13  | 11 | 3  | 0  | 0  | 47  | 16  | 0.34 |
| A. C. Fiorentina · Italia        | 1985-86       | 1.ª           | –   | –   | 5  | –  | –  | –  | 5   | 0   | 0    |
| A. C. Fiorentina · Italia        | 1986-87       | 1.ª           | 5   | 1   | 4  | 2  | 1  | –  | 10  | 3   | 0.33 |
| A. C. Fiorentina · Italia        | 1987-88       | 1.ª           | 27  | 6   | 7  | 3  | –  | –  | 34  | 9   | 0.26 |
| A. C. Fiorentina · Italia        | 1988-89       | 1.ª           | 31  | 15  | 10 | 9  | –  | –  | 41  | 24  | 0.59 |
| A. C. Fiorentina · Italia        | 1989-90       | 1.ª           | 32  | 17  | 2  | 1  | 12 | 1  | 46  | 19  | 0.41 |
| A. C. Fiorentina · Italia        | Total         | Total         | 95  | 39  | 28 | 15 | 13 | 1  | 136 | 55  | 0.40 |
| Juventus F. C. · Italia          | 1990-91       | 1.ª           | 33  | 14  | 6  | 4  | 8  | 9  | 47  | 27  | 0.61 |
| Juventus F. C. · Italia          | 1991-92       | 1.ª           | 32  | 18  | 8  | 4  | –  | –  | 40  | 22  | 0.55 |
| Juventus F. C. · Italia          | 1992-93       | 1.ª           | 27  | 21  | 7  | 3  | 9  | 6  | 43  | 30  | 0.70 |
| Juventus F. C. · Italia          | 1993-94       | 1.ª           | 32  | 17  | 2  | 2  | 7  | 3  | 41  | 22  | 0.54 |
| Juventus F. C. · Italia          | 1994-95       | 1.ª           | 17  | 8   | 4  | 2  | 8  | 4  | 29  | 14  | 0.48 |
| Juventus F. C. · Italia          | Total         | Total         | 141 | 78  | 27 | 15 | 32 | 22 | 200 | 115 | 0.58 |
| Milan A. C. · Italia             | 1995-96       | 1.ª           | 28  | 7   | 1  | –  | 5  | 3  | 34  | 10  | 0.29 |
| Milan A. C. · Italia             | 1996-97       | 1.ª           | 23  | 5   | 5  | 3  | 5  | 1  | 33  | 9   | 0.27 |
| Milan A. C. · Italia             | Total         | Total         | 51  | 12  | 6  | 3  | 10 | 4  | 67  | 19  | 0.28 |
| Bologna F. C. · Italia           | 1997-98       | 1.ª           | 30  | 22  | 3  | 1  | –  | –  | 33  | 23  | 0.70 |
| Bologna F. C. · Italia           | Total         | Total         | 30  | 22  | 3  | 1  | 0  | 0  | 33  | 23  | 0.70 |
| F. C. Internazionale · Italia    | 1998-99       | 1.ª           | 23  | 5   | 6  | 1  | 6  | 4  | 35  | 10  | 0.29 |
| F. C. Internazionale · Italia    | 1999-00       | 1.ª           | 19  | 6   | 5  | 1  | –  | –  | 24  | 7   | 0.29 |
| F. C. Internazionale · Italia    | Total         | Total         | 42  | 11  | 11 | 2  | 6  | 4  | 59  | 17  | 0.29 |
| Brescia Calcio · Italia          | 2000-01       | 1.ª           | 25  | 10  | 3  | –  | –  | –  | 28  | 10  | 0.36 |
| Brescia Calcio · Italia          | 2001-02       | 1.ª           | 12  | 11  | 1  | –  | 2  | 1  | 15  | 12  | 0.80 |
| Brescia Calcio · Italia          | 2002-03       | 1.ª           | 32  | 12  | –  | –  | –  | –  | 32  | 12  | 0.38 |
| Brescia Calcio · Italia          | 2003-04       | 1.ª           | 26  | 12  | –  | –  | –  | –  | 26  | 12  | 0.46 |
| Brescia Calcio · Italia          | Total         | Total         | 95  | 45  | 4  | 0  | 2  | 1  | 101 | 46  | 0.46 |
| Total carrera                    | Total carrera | Total carrera | 490 | 220 | 90 | 39 | 63 | 32 | 643 | 291 | 0.45 |
| 1. 2.                            |               |               |     |     |    |    |    |    |     |     |      |

## Palmarés

### Campeonatos nacionales
| Título      | Equipo         | Sede   | Año     |
| ----------- | -------------- | ------ | ------- |
| Serie A     | Juventus F. C. | Italia | 1994-95 |
| Copa Italia | Juventus F. C. | Italia | 1994-95 |
| Serie A     | A. C. Milan    | Italia | 1995-96 |

### Campeonatos internacionales
| Título          | Equipo         | Sede  | Año     |
| --------------- | -------------- | ----- | ------- |
| Copa de la UEFA | Juventus F. C. | Turín | 1992-93 |

### Distinciones individuales
| Distinción                                           | Año  |
| ---------------------------------------------------- | ---- |
| Trofeo Bravo                                         | 1990 |
| Máximo goleador de la Recopa de Europa               | 1991 |
| Balón de Oro                                         | 1993 |
| Jugador Mundial de la FIFA                           | 1993 |
| Once de Oro                                          | 1993 |
| Premio World Soccer al Mejor Jugador del Mundo       | 1993 |
| Balón de Plata de la Copa Mundial de Fútbol          | 1994 |
| Equipo de las Estrellas de la Copa Mundial de Fútbol | 1994 |
| Balón de Plata                                       | 1994 |
| Once de Bronce                                       | 1994 |
| Once de Plata                                        | 1995 |
| Guerin d'Oro                                         | 2001 |
| Equipo de Ensueño de la Copa Mundial FIFA            | 2002 |
| Golden Foot                                          | 2003 |
| FIFA 100                                             | 2004 |
| Salón de la Fama del Fútbol Italiano                 | 2011 |
| Salón de la Fama del Fútbol Internacional            | 2018 |